# Indian-Raffinerie
Die Indian-Raffinerie (engl. Indian Refinery) war eine Erdölraffinerie in Lawrenceville (Illinois). Sie stand von 1907 bis 1995 in Produktion und konnte 1929 als erste Raffinerie paraffinfreies Motoröl herstellen.

## Geographie

### Lage
Das 940 Hektar große Raffineriegelände befindet sich südöstlich des Zentrums von Lawrenceville (Illinois) am Embarras River. Nördlich des Geländes verläuft eine Bahnstrecke der Baltimore and Ohio Railroad.

## Geschichte
Am 1. Mai 1906 fasste die Indian Refining Company, welche vorher unter dem Namen Indian Asphalt Company tätig war, den Plan in das Raffineriegeschäft einzusteigen und begann mit dem Bau der Indian-Raffinerie. Nach der Fertigstellung nahm die Raffinerie 1907 den Betrieb auf.
Im östlichen Teil befanden sich die Raffinationsanlagen zur Herstellung von Kraftstoffen, im nördlichen Bereich wurden Schmierstoffe hergestellt. Nach dem Zweiten Weltkrieg endete die Produktion von Schmierstoffen in der Raffinerie.
Am 1. August 1928 ereignete sich in der Raffinerie eine Explosion, bei der 18 Mitarbeiter getötet wurden.
1929 wurde in der Raffinerie das weltweit erste paraffinfreie Motoröl unter der Marke Havoline hergestellt. 1933 wurde die erste Furferal-Extraktion in Betrieb genommen.
Die Indian Refining Company mit der Indian-Raffinerie wurde am 2. April 1943 von der Texaco übernommen.
1985 legte die Texaco die Raffinerie still. Für die Anpassung im Raffineriesektor legte die Texaco zeitgleich auch die Schwesterraffinerie in Amarillo still und verkaufte die Eagle-Point-Raffinerie an die Coastal Company. Nachdem die Texaco die Raffinerie 1989 an die Castle Energy verkauft hatte, wurde sie nach einer Instandsetzung 1990 wieder reaktiviert. Ihre Kapazität stieg gleichzeitig von 65.000 auf 86.000 Barrel pro Tag. Castel Energy legte den Betrieb 1995 erneut still und verkaufte die Raffinerie kurz darauf an die American Western Refining, die den Betrieb vor ihrer Insolvenz 1996 nicht wieder aufnehmen konnte. Im Juli 1998 wurde mit dem Abriss der Raffinerie begonnen, die Abrissarbeiten zogen sich bis November 2000 hin.